# Peter Molyneux
Peter Douglas Molyneux (ur. 5 maja 1959 w Guildford, Surrey) – brytyjski projektant i programista gier komputerowych, odpowiedzialny za produkcje z gatunku „gry w boga”: Dungeon Keeper, Populous, czy Black and White, a także m.in. za gry ekonomiczne, takie jak Theme Park czy The Movies.

## Życiorys
We wrześniu 1997 Molyneux opuścił studio Bullfrog Productions, aby założyć nowy zespół developerski, Lionhead Studios. Nazwisko Molyneux zostało w 2004 r. umieszczone w AIAS Hall of Fame. W 2005 r. został odznaczony Orderem Imperium Brytyjskiego IV klasy (OBE). W marcu 2007 francuski rząd nadał mu tytuł Kawalera Orderu Sztuki i Literatury. W lipcu 2007 został nagrodzony tytułem doctor honoris causa nauk ścisłych przez University of Southampton.
Chwalony jako jeden z najlepszych i najbardziej pomysłowych developerów gier na świecie, Molyneux jest znany również ze zbyt optymistycznych opisów swoich gier, będących w danej chwili w fazie produkcji, a które po wydaniu okazywały się być nieco mniej ambitne. Najbardziej znanym przykładem jest gra Fable, wydana w 2004 z pominięciem wielu aspektów, o których Molyneux wspominał w wywiadach. Po premierze Molyneux publicznie przeprosił za przereklamowanie gry. Jego rola zmieniała się od projektanta i developera do publicysty i producenta wykonawczego. Chociaż użycza swojego nazwiska do promowania kilku ostatnich projektów, Molyneux nie był w rzeczywistości głównym projektantem Fable, The Movies, czy Black & White 2.
6 kwietnia 2006 r. Lionhead Studios zostało kupione przez Microsoft i obecnie jest częścią Microsoft Game Studios. Na E3 2006 Peter Molyneux udzielił kilku wywiadów dla prasy, w których stwierdził, że „teraz kiedy jego Lionhead Studios jest częścią Microsoftu, jest bardziej niezależne, niż kiedy było niezależnym studiem”.
W marcu 2009 r. Peter Molyneux został dyrektorem kreatywnym Microsoftu w Europie i pomagał przy pracach nad Kinectem – kontrolerem dla konsoli Xbox 360. 7 marca 2012 r., po ukończeniu Fable: The Journey, Molyneux zrezygnował ze stanowisk w Lionhead Studios i Microsofcie. Wraz z Timem Rancem założył studio 22Cans.

## Gry
Tytuły współtworzone przez Molyneux to:

### Przed powstaniem studiaBullfrog
- The Entrepreneur (1984) (Projektant/Programista)
- Druid 2

### Bullfrog Productions
- Fusion (1987) (Projektant/Programista)
- Populous (1989) (Projektant/Programista)
- Powermonger (1990) (Projektant/Programista)
- Populous II: Trials of the Olympian Gods (1991) (Projektant/Programista)
- Syndicate (1993) (producent)
- Theme Park (1994) (Kierownik Projektu/Główny Programista)
- Magic Carpet (1994) (Producent Wykonawczy)
- Hi-Octane (1995) (Producent Wykonawczy)
- Gene Wars (1996)
- Dungeon Keeper (1997) (Kierownik Projektu/Projektant)

### Lionhead Studios
- Black and White (2001) (Pomysłodawca/Kierownik Projektu/Programista)
- Fable (2004) (Projektant)
- Fable: Zapomniane opowieści (2005) (Projektant)
- The Movies (2005) (Projektant Wykonawczy)
- Black & White 2 (2005) (Główny Projektant)
- The Movies: Stunts & Effects (2006) (Projektant Wykonawczy)
- Black and White: Battle of the Gods (2006) (Główny Projektant)
- Fable II (2008)
- Fable III (2010)
- Fable: The Journey (2012)

### 22Cans
- Curiosity: What’s Inside the Cube? (2012)
- Godus (2013)
- Godus Wars (2016)
- The Trail (2016)

### Porzucone projekty
- Milo and Kate[4]
- Dungeon Keeper 3